# Laerzio Cherubini
Pour les articles homonymes, voir Cherubini (homonymie).
Laerzio Cherubini est un juriste et érudit italien.

## Biographie
Né à Norcia, dans le duché de Spolète en Ombrie, au XVIe siècle, il conçut le projet de recueillir les constitutions et les bulles des papes, depuis Léon Ier, et commença à publier cette collection à Rome, en 1617, sous le titre de Bullarium ; elle fut continuée par ses fils, réimprimée à Lyon en 1655 et 1675. La dernière édition fut donnée à Luxembourg, en 1742 et années suivantes. Elle contient des additions. Le Bullarium magnum s’étend jusqu’à Benoît XIV, et forme 19 tomes, ordinairement reliés en 12 volumes in-fol. Après avoir joui de l’estime de Sixte V et de ses successeurs, Laerzio Cherubini mourut sous le pontificat d’Urbain VIII, vers 1626.
Angelo-Maria Cherubini, religieux du Mont-Cassin, fut le principal collaborateur de son père, et son continuateur après sa mort. Il publia à Rome, en 1638, les constitutions d’Urbain VIII. Flavio Cherubini donna un Compendium du bullaire, Lyon, 1624, 3 tomes en 1 volume in-4°.